# Gore, Virginia
Gore este o comunitate neîncorporată din comitatul Frederick, statul  Virginia,  Statele Unite ale Americii.

## Personalități marcante
- Willa Cather, scriitoare
- Patsy Cline, cântăreață